# Frugtanlæg
 Der er for få eller ingen kildehenvisninger i denne artikel, hvilket er et problem. Du kan hjælpe ved at angive troværdige kilder til de påstande, som fremføres i artiklen.

Frugtanlæg (botanisk latin, gynøcium) eller støvvej er betegnelsen for det eller de hunlige organer i Angiospermernes blomster. I almindelighed består et frugtanlæg af frugtknuden – en fortykket basal del der indeholder frøanlæggene, en steril forlængelse kaldet griflen og for enden af denne et pollen-receptivt område kaldes støvfang (syn. ar). Ofte er støvfanget grenet og har en overflade med hår eller udvækster. Blandt de mange Blomsterplanter varieres der i det uendelige over denne grundplan – frugtknude, griffel, støvfang. 
Frugtanlægget kan bestå af en eller flere, frie eller sammenvoksede karpeller (syn. frugtblade). Terminologien for dette kan anskueliggøres i en tabel:
| Frugtanlæggets sammensætning  | Karpel-terminologi     | Frugtknude-terminologi | Eksempler                                    |
| ----------------------------- | ---------------------- | ---------------------- | -------------------------------------------- |
| Enkelt karpel                 | Monokarpisk frugtanlæg | Frugtknude             | Fladbælg (Lathyrus), Ridderspore (Consolida) |
| Flere frie karpeller          | Apokarpisk frugtanlæg  | Frie frugtanlæg        | Ranunkel (Ranunculus), Potentil (Potentilla) |
| Flere sammenvoksede karpeller | Synkarpisk frugtanlæg  | Frugtknude             | Vintergæk (Galanthus), Klokke (Campanula)    |

## Sædighed
Placeringen af fasthæftningspunktet for bæger og krone i forhold til frugtanlægget afgør blomstens sædighedsforhold. Hæfter de to elementer til blomstens akse under (på en flad blomsterbund længere ude) frugtanlægget tales om undersædighed (strengt taget undersædigt bloster). Hæfter de to elementer til blomstens akse over frugtanlægget tales om oversædighed (strengt taget oversædigt bloster). Hos visse plantearter er blomsterbunden krukkeformet med frugtanlægget siddende i bunden og bæger, krone og støvdragere på bægerets kant. Dette kaldes omkringsædighed.